# Awaken (альбом NCT 127)
Awaken (с англ. — «Пробуждение») — первый японский студийный альбом южнокорейского бой-бенда NCT 127 второго юнита NCT. Альбом был выпущен лейблом Avex Trax, 17 апреля 2019 года. Это был первый альбом группы, в котором не было ВинВина, который объявил, что он будет на перерыве во время продвижения с WayV. Чтобы продвинуть альбом, NCT 127 отправились в свой первый концертный тур по Японии, «Neo City — The Origin».

## Предпосылки и релиз
После дебюта на японском рфынке с мини-альбомом, Chain, в 2018 году, NCT 127 выпустили свой первый японский студийный альбом, Awaken 17 апреля 2019 года.
Он был выпущен в четырнадцати версиях: ограниченный выпуск CD+DVD, который возвращается к обычному изданию после истощения, ограниченный выпуск CD+Blu-ray, который возвращается к обычному изданию, и девять ограниченных выпусков CD-участников, которые возвращаются к обычному выпуску CD. Все лимитированные издания выпускались с одной торговой картой девяти типов.
Тизер музыкального видео для ведущего сингла «Wakey-Wakey» был выпущен 17 марта 2019 года, а полное музыкальное видео было выпущено 18 марта 2019 года.

## Промоушен
В августе 2018 года было объявлено, что NCT 127 отправится в свой первый мировой тур по Японии, «Neo City — The Origin», начиная с Осаки 2 февраля 2019 года, в общей сложности семь остановок в Хиросиме, Канадзаве, Саппоро, Фукуоке, Нагоя, Сайтама и Осака.

## Коммерческий успех
Альбом дебютировал на четвёртом месте в чарте Oricon Weekly Albums с 53 042 проданными копиями на первой неделе его выпуска, а также на 14 месте в чарте Oricon Weekly Digital Albums с 978 загрузками.

## Трек-лист
| №   | Название                       | Текст песни                                           | Музыка | Длительность |
| --- | ------------------------------ | ----------------------------------------------------- | --- | ------------ |
| 1.  | «Lips»                         | Taeyong, Mark, Akira                                  | Andreas Öhrn, Didrik Thott, Sam Fishman                                                                                               | 3:06         |
| 2.  | «Wakey-Wakey»                  | MEG.ME                                                | Andreas Oberg, Sebastian Scott (Tripple-Cripple)                                                                                      | 3:02         |
| 3.  | «Chain»                        | MEG.ME                                                | 250, Albin Nordqvist | 3:42         |
| 4.  | «Regular» (English version)    | Coogie, Tommy $trate, Taeyong, Mark                   | Mike Daley, Mitchell Owens, Vedo, George Kranz, Yoo Young-jin                                                                         | 3:40         |
| 5.  | «Touch» (Japanese version)     | Jo Yoon-kyung, Kim Min-ji, Shin Jin-hye (Jam Factory) | LDN Noise, Deez, Adrian Mckinnon | 3:10         |
| 6.  | «Blow My Mind»                 | Junji Ishiwatari                                      | WilljaySuave, Jonny Shorr & David Amber                                                                                               | 3:48         |
| 7.  | «Limitless» (Japanese version) | Kenzie, Sara Sakurai                                  | Kenzie, Harvey Mason Jr., Patrick "J Que" Smith, Kevin Randolph, Dewain Whitmore Jr., Andrew Hey, Brittany Burtonir                   | 4:08         |
| 8.  | «Long Slow Distance»           | Natsumi Kobayashi                                     | Lee Dae Hee, Moon Sang Sun, Sean Alexander & Drew Ryan Scott                                                                          | 4:25         |
| 9.  | «Kitchen Beat»                 | Ume                                                   | Ronnie Icon, Jan Baars, Rajan Muse | 3:29         |
| 10. | «Cherry Bomb» (Korean version) | Taeyong, Mark, Deepflow, Lim Jung-Hyo, Oh Min-joo     | Dwayne Abernathy Jr., Jennifer Decilveo, Deez, Jakob `Jay` Mihoubi, Rudi `Rudy` Daouk, Michael Woods, Kevin White, Andrew Bazzi, MZMC | 3:56         |
| 11. | «Fire Truck» (Korean version)  | Taeyong, Mark, Jaehyun, Jam Factory                   | LDN Noise, Tay Jasper, Ylva Dimberg                                                                                                   | 2:58         |
| 12. | «End to Start»                 | Amon Hayashi                                          | Jung Youth, Tony Esterly | 3:30         |

## Чарты
| Чарт (2019)                  | Высшая позиция |
| ---------------------------- | -------------- |
| French Digital Albums (SNEP) | 121            |
| Япония (Oricon)              | 4              |